# Giorgio Battistelli
Giorgio Battistelli (Albano Laziale (Laci), el 25 d'abril, 1953), és un compositor italià d'avantguarda en el camp del teatre musical.

## Vida i obra
El 1972 ell i uns amics van fundar el grup d'improvisació "Edgard Varèse" així com el conjunt instrumental "Beat '72'". Battistelli va estudiar composició, història de la música i piano al Conservatori Alfredo Casella de L'Aquila fins al 1978. També va complementar la seva formació amb cursos, entre altres coses. El 1975 a Colònia amb Karlheinz Stockhausen i Mauricio Kagel i el 1978/79 a París amb Jean-Pierre Drouet. Per invitació del Servei d'Intercanvi Acadèmic Alemany, va passar l'any 1985/86 a Berlín.
El 1983 va rebre una beca per estudiar als estudis radiofònics de Baden-Baden. El 1990 va guanyar el premi SIAE d'òpera i el 1993 va rebre el premi Cervo de música contemporània. De 1993 a 1996 va ser director artístic del Cantiere Internazionale d'Arte de Montepulciano. El 1985-1986, una invitació del Deutscher Akademischer Austauschdienst el va portar a Berlín. La seva obra és publicada pel segell discogràfic Casa Ricordi des de l'any 1986. De 1996 a 2002 va ser director artístic de l'"Orchestra della Toscana". En la mateixa funció va treballar, entre altres coses, a la Biennal de Música de Venecia (2004–2007) i a la Fondazione Arena di Verona (2006–2007).
Battistelli va cridar més l'atenció l'any 2002 amb una producció musical dAuf den Marmorklippen d'Ernst Jünger al "National Theatre de Mannheim", de la qual Battistelli també va contribuir al llibret. Experimentum Mundi va despertar un interès similar l'any 2005, amb l'objectiu de posar en valor la musicalitat del món laboral. L'obra s'ha de veure com un pont entre els sons quotidians dels artesans i la música contemporània.
Des de gener de 2020 és director artístic del Festival Puccini de Torre del Lago.
El 2021, Battistelli va assumir la direcció artística de l'Orquestra Haydn de Bozen i Trento, succeint a Daniele Spini. El 2023 va portar a l'escenari la coneguda obra Teorema - Geometry of Love de Pier Paolo Pasolini en la seva adaptació a l'òpera Il Teorema di Pasolini a Berlín.

## Obra (selecció)
- Experimentum Mundi (Roma, 1981)
- Aphrodite (Bordeus, 1983)
- Linzer Stahloper (Linz, 1985)
- Jules Verne (Estrasburg, 1985)
- Combattimento di Ettore e Achille (Estrasburg, 1989)
- Keplers Traum (Linz, 1990)
- Ascolto di Rembrandt (Roma, 1991)
- Teorema (Munic, 1992)
- Frau Frankenstein (Berlín, 1993)
- Prova d’Orchestra (Estrasburg, 1995)
- The Cenci (Londres, 1997)
- Die Entdeckung der Langsamkeit (Bremen, 1997)
- Auf den Marmorklippen (Mannheim, 2002)
- Richard III (Düsseldorf, 2005)
- El otoño del patriarca (Bremen, 2004)
- Miracolo a Milano (Reggio nell’Emilia, 2007)
- The Fashion (Düsseldorf, 2008)
- Lot (Hannover, 2017)
- Julius Caesar (Roma, 2021)
- Le baruffe (Venècia, 2022)
- Il Teorema di Pasolini (Berlín, 2023)